# Copa da Colômbia de Futebol de 2023
A Copa Colômbia de 2023, oficialmente a Copa BetPlay Dimayor 2023 por razões de patrocínio, será a 21ª edição da Copa Colômbia, a competição nacional de clubes filiados à DIMAYOR, o órgão dirigente do do futebol de clubes profissionais na Colômbia. O torneio é disputado por 36 equipes e teve início em 14 de fevereiro. Está previsto que termine em 23 de novembro de 2023, tendo o campeão o direito a vaga para a Copa Libertadores de 2024.
O Millonarios será o defensor do título, tendo vencido a competição na edição mais recente.

## Formato
O formato para a Copa Colômbia de 2023 apresentará alterações nos pontos de entrada das equipes em cada fase em relação às edições anteriores, mantendo ao mesmo tempo o seu formato de partidas de ida e volta, de eliminação única. A primeira fase será disputada pelas oito equipes pior colocadas nas tabelas agregadas dos torneios Primera A e Primera B de 2022, com as equipes enfrentando outras de divisões diferentes. Os vencedores enfrentarão os clubes restantes da Primera B na segunda fase, com os vencedores destes duelos avançando para a terceira fase, onde será realizado um novo sorteio. Na quarta fase, as oitavas de final, entrarão os 12 clubes restantes da primeira divisão, que terão a adição dos da fase anterior. A ordem das partidas será sorteada em todas as fases, exceto na segunda, onde os vencedores da primeira fase realizarão o segundo jogo em casa.

## Datas
O cronograma da competição será o seguinte:
| Fase             | Data do sorteio | Primeiro jogo      | Segundo jogo       |
| ---------------- | --------------- | ------------------ | ------------------ |
| Primera fase     | 12 de janeiro   | 14–16 de fevereiro | 21–23 de fevereiro |
| Segunda fase     | 12 de janeiro   | 15–16 de março     | 28–30 de março     |
| Terceira fase    | 12 de janeiro   | 5–12 de abril      | 2–4 de maio        |
| Oitavas de final | 5 de julho      | 25 jul - 9 ago     | 16-17 de agosto    |
| Quartas de final | 22 de agosto    | 27-28 de setembro  | 4-5 de outubro     |
| Semifinais       | 6 de outubro    | 19 out - 2 nov     | 2-5 de novembro    |
| Finais           | 8 de novembro   | 15 de novembro     | 23 de novembro     |

## Participantes
| Primeira Fase | Segunda Fase                                                                                     | Primeira Fase | Oitavas de final |
| Segunda Divisão | Segunda Divisão                                                                                  | Primeira Divisão | Primeira Divisão |
| - Atlético FC - Barranquilla - Boca Juniors de Cali - Cúcuta Deportivo - Orsomarso - Real Cartagena - Real Santander - Valledupar | - Bogotá - Cortuluá - Deportes Quindío - Fortaleza CEIF - Leones - Llaneros - Patriotas - Tigres | - Alianza Petrolera - Atlético Huila - Boyacá Chicó - Deportivo Cali - Envigado - Jaguares - Once Caldas - Unión Magdalena | - Águilas Doradas - América de Cali - Atlético Bucaramanga - Atlético Nacional - Deportes Tolima - Deportivo Pasto - Deportivo Pereira - Independiente Medellín - Junior de Barranquilla - La Equidad - Millonarios - Santa Fe |

## Primera fase
Os clubes da segunda divisão foram sorteados de acordo com a colocação na tabela agregada de 2022.
| Equipe 1             | Total       | Equipe 2        | 1.º jogo | 2.º jogo |
| -------------------- | ----------- | --------------- | -------- | -------- |
| Boyacá Chicó         | 1–1 (7–8 p) | Real Cartagena  | 1–1      | 0–0      |
| Alianza Petrolera    | 4–2         | Real Santander  | 4–1      | 0–1      |
| Atlético FC          | 2–2 (2–4 p) | Envigado        | 2–0      | 0–2      |
| Barranquilla         | 3–9         | Deportivo Cali  | 3–3      | 0–6      |
| Valledupar           | 0–3         | Jaguares        | 0–2      | 0–1      |
| Boca Juniors de Cali | 0–4         | Unión Magdalena | 0–1      | 0–3      |
| Orsomarso            | 1–0         | Atlético Huila  | 1–0      | 0–0      |
| Cúcuta Deportivo     | 3–2         | Once Caldas     | 3–1      | 0–1      |

## Segunda fase
Os clubes da segunda divisão foram sorteados segundo sua colocação na tabela agregada de 2022. Os provenientes da primeira fase sediarão a segunda partida.
| Equipe 1         | Total       | Equipe 2          | 1.º jogo | 2.º jogo |
| ---------------- | ----------- | ----------------- | -------- | -------- |
| Deportes Quindío | 0–2         | Cúcuta Deportivo  | 0–2      | 0–0      |
| Patriotas        | 0–1         | Orsomarso         | 0–0      | 0–1      |
| Fortaleza CEIF   | 4–5         | Unión Magdalena   | 2–1      | 2–4      |
| Llaneros         | 1–2         | Jaguares          | 1–1      | 0–1      |
| Leones           | 0–2         | Deportivo Cali    | 0–0      | 0–2      |
| Tigres           | 1–1 (4–1 p) | Envigado          | 1–1      | 0–0      |
| Bogotá           | 2–3         | Alianza Petrolera | 2–2      | 0–1      |
| Cortuluá         | 2–5         | Real Cartagena    | 1–3      | 1–2      |

## Terceira fase
A terceira fase será disputada pelos vencedores dos confrontos da fase anterior. As partidas de ida foram jogadas entre os dias 5 e 12 de abril, enquanto que as de volta foram entre os dias 2 e 4 de maio.
| Equipe 1         | Total       | Equipe 2          | 1.º jogo | 2.º jogo |
| ---------------- | ----------- | ----------------- | -------- | -------- |
| Cúcuta Deportivo | 1–0         | Real Cartagena    | 1–0      | 0–0      |
| Orsomarso        | 2–4         | Alianza Petrolera | 1–1      | 1–3      |
| Unión Magdalena  | 1–1 (2–4 p) | Tigres            | 1–0      | 0–1      |
| Jaguares         | 1–1 (3–5 p) | Deportivo Cali    | 0–1      | 1–0      |

## Fase final
Nas oitavas entrarão os doze melhores da tabela agregada da primeira divisão de 2022. Caso hajam empates nos confrontos, eles serão decididos por uma disputa de pênaltis.
|  | Oitavas de final           | Oitavas de final           | Oitavas de final           | Oitavas de final           |      |                  | Quartas de final              | Quartas de final              | Quartas de final              | Quartas de final              |  |                   | Semifinais                    | Semifinais                    | Semifinais                    | Semifinais                    |             |   | Final                           | Final                           | Final                           | Final                           |
|  | 25 de julho - 17 de agosto | 25 de julho - 17 de agosto | 25 de julho - 17 de agosto | 25 de julho - 17 de agosto |      |                  | 27 de setembro - 5 de outubro | 27 de setembro - 5 de outubro | 27 de setembro - 5 de outubro | 27 de setembro - 5 de outubro |  |                   | 19 de outubro - 5 de novembro | 19 de outubro - 5 de novembro | 19 de outubro - 5 de novembro | 19 de outubro - 5 de novembro |             |   | 15 de novembro - 23 de novembro | 15 de novembro - 23 de novembro | 15 de novembro - 23 de novembro | 15 de novembro - 23 de novembro |
|  |                            |                            |                            |                            |      |                  |                               |                               |                               |                               |  |                   |                               |                               |                               |                               |             |   |                                 |                                 |                                 |                                 |
|  | Millonarios                | 3                          | 0                          | 3                          |      |                  |                               |                               |                               |                               |  |                   |                               |                               |                               |                               |             |   |                                 |                                 |                                 |                                 |
|  | Atlético Bucaramanga       | 1                          | 0                          | 1                          |      |                  |                               |                               |                               |                               |  |                   |                               |                               |                               |                               |             |   |                                 |                                 |                                 |                                 |
|  | Atlético Bucaramanga       | 1                          | 0                          | 1                          |      | Millonarios      | 2                             | 2                             | 4                             |                               |  |                   |                               |                               |                               |                               |             |   |                                 |                                 |                                 |                                 |
|  |                            |                            |                            |                            |      | Millonarios      | 2                             | 2                             | 4                             |                               |  |                   |                               |                               |                               |                               |             |   |                                 |                                 |                                 |                                 |
|  |                            | Alianza Petrolera          | 0                          | 1                          | 1    |                  |                               |                               |                               |                               |  |                   |                               |                               |                               |                               |             |   |                                 |                                 |                                 |                                 |
|  | Alianza Petrolera          | Alianza Petrolera          | 0                          | 1                          | 1    | 2                | 0                             | 2(3)                          |                               |                               |  |                   |                               |                               |                               |                               |             |   |                                 |                                 |                                 |                                 |
|  | Alianza Petrolera          |                            |                            |                            |      | 2                | 0                             | 2(3)                          |                               |                               |  |                   |                               |                               |                               |                               |             |   |                                 |                                 |                                 |                                 |
|  | Deportes Tolima            | 0                          | 2                          | 2(1)                       |      |                  |                               |                               |                               |                               |  |                   |                               |                               |                               |                               |             |   |                                 |                                 |                                 |                                 |
|  | Deportes Tolima            | 0                          | 2                          | 2(1)                       |      |                  |                               |                               |                               |                               |  | Millonarios       | 1                             | 1                             | 2                             |                               |             |   |                                 |                                 |                                 |                                 |
|  |                            |                            |                            |                            |      |                  |                               |                               |                               |                               |  | Millonarios       | 1                             | 1                             | 2                             |                               |             |   |                                 |                                 |                                 |                                 |
|  |                            | Cúcuta Deportivo           | 0                          | 1                          | 1    |                  |                               |                               |                               |                               |  |                   |                               |                               |                               |                               |             |   |                                 |                                 |                                 |                                 |
|  | Cúcuta Deportivo           | Cúcuta Deportivo           | 0                          | 1                          | 1    | 4                | 1                             | 5(4)                          |                               |                               |  |                   |                               |                               |                               |                               |             |   |                                 |                                 |                                 |                                 |
|  | Cúcuta Deportivo           |                            |                            |                            |      | 4                | 1                             | 5(4)                          |                               |                               |  |                   |                               |                               |                               |                               |             |   |                                 |                                 |                                 |                                 |
|  | Junior de Barranquilla     | 3                          | 2                          | 5(3)                       |      |                  |                               |                               |                               |                               |  |                   |                               |                               |                               |                               |             |   |                                 |                                 |                                 |                                 |
|  | Junior de Barranquilla     | 3                          | 2                          | 5(3)                       |      | Cúcuta Deportivo | 0                             | 2                             | 2(5)                          |                               |  |                   |                               |                               |                               |                               |             |   |                                 |                                 |                                 |                                 |
|  |                            |                            |                            |                            |      | Cúcuta Deportivo | 0                             | 2                             | 2(5)                          |                               |  |                   |                               |                               |                               |                               |             |   |                                 |                                 |                                 |                                 |
|  |                            | Independiente Medellín     | 1                          | 1                          | 2(4) |                  |                               |                               |                               |                               |  |                   |                               |                               |                               |                               |             |   |                                 |                                 |                                 |                                 |
|  | Independiente Medellín     | Independiente Medellín     | 1                          | 1                          | 2(4) | 3                | 1                             | 4(4)                          |                               |                               |  |                   |                               |                               |                               |                               |             |   |                                 |                                 |                                 |                                 |
|  | Independiente Medellín     |                            |                            |                            |      | 3                | 1                             | 4(4)                          |                               |                               |  |                   |                               |                               |                               |                               |             |   |                                 |                                 |                                 |                                 |
|  | Deportivo Pasto            | 1                          | 3                          | 4(3)                       |      |                  |                               |                               |                               |                               |  |                   |                               |                               |                               |                               |             |   |                                 |                                 |                                 |                                 |
|  | Deportivo Pasto            | 1                          | 3                          | 4(3)                       |      |                  |                               |                               |                               |                               |  |                   |                               |                               |                               |                               | Millonarios | 1 | 1                               | 2(4)                            |                                 |                                 |
|  |                            |                            |                            |                            |      |                  |                               |                               |                               |                               |  |                   |                               |                               |                               |                               |             | 1 | 1                               | 2(4)                            |                                 |                                 |
|  |                            | Atlético Nacional          | 1                          | 1                          | 2(5) |                  |                               |                               |                               |                               |  |                   |                               |                               |                               |                               |             |   |                                 |                                 |                                 |                                 |
|  | Deportivo Cali             | Atlético Nacional          | 1                          | 1                          | 2(5) | 2                | 0                             | 2(1)                          |                               |                               |  |                   |                               |                               |                               |                               |             |   |                                 |                                 |                                 |                                 |
|  | Deportivo Cali             |                            |                            |                            |      | 2                | 0                             | 2(1)                          |                               |                               |  |                   |                               |                               |                               |                               |             |   |                                 |                                 |                                 |                                 |
|  | Santa Fe                   | 1                          | 1                          | 2(3)                       |      |                  |                               |                               |                               |                               |  |                   |                               |                               |                               |                               |             |   |                                 |                                 |                                 |                                 |
|  | Santa Fe                   | 1                          | 1                          | 2(3)                       |      | Santa Fe         | 0                             | 0                             | 0                             |                               |  |                   |                               |                               |                               |                               |             |   |                                 |                                 |                                 |                                 |
|  |                            |                            |                            |                            |      | Santa Fe         | 0                             | 0                             | 0                             |                               |  |                   |                               |                               |                               |                               |             |   |                                 |                                 |                                 |                                 |
|  |                            | Deportivo Pereira          | 0                          | 2                          | 2    |                  |                               |                               |                               |                               |  |                   |                               |                               |                               |                               |             |   |                                 |                                 |                                 |                                 |
|  | Tigres                     | Deportivo Pereira          | 0                          | 2                          | 2    | 0                | 0                             | 0                             |                               |                               |  |                   |                               |                               |                               |                               |             |   |                                 |                                 |                                 |                                 |
|  | Tigres                     |                            |                            |                            |      | 0                | 0                             | 0                             |                               |                               |  |                   |                               |                               |                               |                               |             |   |                                 |                                 |                                 |                                 |
|  | Deportivo Pereira          | 1                          | 1                          | 2                          |      |                  |                               |                               |                               |                               |  |                   |                               |                               |                               |                               |             |   |                                 |                                 |                                 |                                 |
|  | Deportivo Pereira          | 1                          | 1                          | 2                          |      |                  |                               |                               |                               |                               |  | Deportivo Pereira | 2                             | 1                             | 3(4)                          |                               |             |   |                                 |                                 |                                 |                                 |
|  |                            |                            |                            |                            |      |                  |                               |                               |                               |                               |  | Deportivo Pereira | 2                             | 1                             | 3(4)                          |                               |             |   |                                 |                                 |                                 |                                 |
|  |                            | Atlético Nacional          | 0                          | 3                          | 3(5) |                  |                               |                               |                               |                               |  |                   |                               |                               |                               |                               |             |   |                                 |                                 |                                 |                                 |
|  | La Equidad                 | Atlético Nacional          | 0                          | 3                          | 3(5) | 1                | 1                             | 2(4)                          |                               |                               |  |                   |                               |                               |                               |                               |             |   |                                 |                                 |                                 |                                 |
|  | La Equidad                 |                            |                            |                            |      | 1                | 1                             | 2(4)                          |                               |                               |  |                   |                               |                               |                               |                               |             |   |                                 |                                 |                                 |                                 |
|  | Águilas Doradas            | 0                          | 2                          | 2(5)                       |      |                  |                               |                               |                               |                               |  |                   |                               |                               |                               |                               |             |   |                                 |                                 |                                 |                                 |
|  | Águilas Doradas            | 0                          | 2                          | 2(5)                       |      | Águilas Doradas  | 0                             | 1                             | 1                             |                               |  |                   |                               |                               |                               |                               |             |   |                                 |                                 |                                 |                                 |
|  |                            |                            |                            |                            |      | Águilas Doradas  | 0                             | 1                             | 1                             |                               |  |                   |                               |                               |                               |                               |             |   |                                 |                                 |                                 |                                 |
|  |                            | Atlético Nacional          | 3                          | 2                          | 5    |                  |                               |                               |                               |                               |  |                   |                               |                               |                               |                               |             |   |                                 |                                 |                                 |                                 |
|  | América de Cali            | Atlético Nacional          | 3                          | 2                          | 5    | 1                | 1                             | 2                             |                               |                               |  |                   |                               |                               |                               |                               |             |   |                                 |                                 |                                 |                                 |
|  | América de Cali            |                            |                            |                            |      | 1                | 1                             | 2                             |                               |                               |  |                   |                               |                               |                               |                               |             |   |                                 |                                 |                                 |                                 |
|  | Atlético Nacional          | 3                          | 2                          | 5                          |      |                  |                               |                               |                               |                               |  |                   |                               |                               |                               |                               |             |   |                                 |                                 |                                 |                                 |

O esquema acima é usado somente para uma visualização melhor dos confrontos. Os confrontos de cada fase foram sorteados.

### Oitavas de final
| Equipe 1               | Total       | Equipe 2               | 1.º jogo | 2.º jogo |
| ---------------------- | ----------- | ---------------------- | -------- | -------- |
| América de Cali        | 2–5         | Atlético Nacional      | 1–3      | 1–2      |
| Deportivo Cali         | 2–2 (1−3 p) | Santa Fe               | 2–1      | 0–1      |
| Cúcuta Deportivo       | 5–5 (4−3 p) | Junior de Barranquilla | 4–3      | 1–2      |
| Tigres                 | 0–2         | Deportivo Pereira      | 0–1      | 0–1      |
| Millonarios            | 3–1         | Atlético Bucaramanga   | 3–1      | 0–0      |
| Alianza Petrolera      | 2−2 (3−1 p) | Deportes Tolima        | 2–0      | 0–2      |
| La Equidad             | 2–2 (4−5 p) | Águilas Doradas        | 1–0      | 1–2      |
| Independiente Medellín | 4–4 (4−3 p) | Deportivo Pasto        | 3–1      | 1–3      |

### Quartas de final
| Equipe 1         | Total       | Equipe 2               | 1.º jogo | 2.º jogo |
| ---------------- | ----------- | ---------------------- | -------- | -------- |
| Santa Fe         | 0−2         | Deportivo Pereira      | 0–0      | 0–2      |
| Águilas Doradas  | 1−5         | Atlético Nacional      | 0–3      | 1–2      |
| Cúcuta Deportivo | 2–2 (5−4 p) | Independiente Medellín | 0–1      | 2–1      |
| Millonarios      | 4–1         | Alianza Petrolera      | 2–0      | 2–1      |

### Semifinais
| Equipe 1          | Total       | Equipe 2          | 1.º jogo | 2.º jogo |
| ----------------- | ----------- | ----------------- | -------- | -------- |
| Deportivo Pereira | 3−3 (4−5 p) | Atlético Nacional | 2–0      | 1−3      |
| Millonarios       | 2–1         | Cúcuta Deportivo  | 1–0      | 1–1      |

### Final
| Equipe 1    | Total       | Equipe 2          | 1.º jogo | 2.º jogo |
| ----------- | ----------- | ----------------- | -------- | -------- |
| Millonarios | 2–2 (4−5 p) | Atlético Nacional | 1–1      | 1–1      |

## Premiação
| Copa da Colômbia de Futebol de 2023    |
| Antioquia (departamento)               |
| -------------------------------------- |
| Atlético Nacional Campeão (6.º título) |